# Nassogne
Nassogne é um município da Bélgica localizado no distrito de Marche-en-Famenne, província de Luxemburgo, região da Valônia.

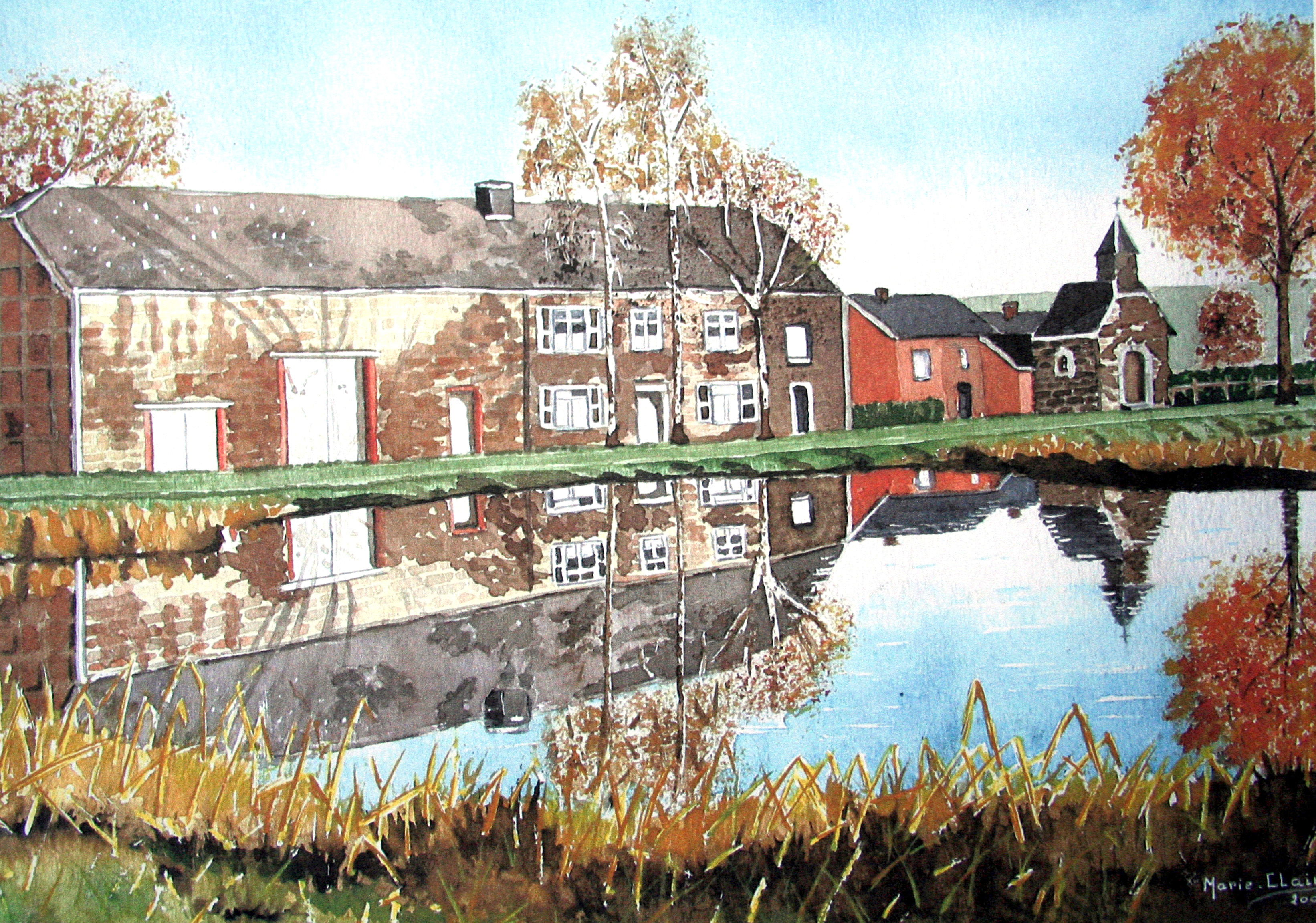
Lago "Les Goffes".